# ジョアンナ・ヘイズ
ジョアンナ・ヘイズ（Joanna Dove Hayes, 1976年12月23日 - ）は、アメリカ合衆国の陸上競技選手である。2004年アテネオリンピック女子100mハードルの金メダリストである。決勝で記録した12秒37は、ヘイズの自己ベストであるとともに、オリンピック記録（当時）であった。
かつては400メートルハードルを専門としており、パンアメリカンゲームズでの優勝経験も持っている。

## 主な実績
| 年   | 大会                               | 場所                         | 種目         | 結果 | 記録   |
| ---- | ---------------------------------- | ---------------------------- | ------------ | ---- | ------ |
| 2004 | 世界室内陸上選手権                 | ブダペスト（ハンガリー）     | 60mハードル  | 4位  | 7秒86  |
| 2004 | オリンピック                       | アテネ（ギリシャ）           | 100mハードル | 1位  | 12秒37 |
| 2004 | IAAFワールドアスレチックファイナル | モンテカルロ（モナコ）       | 100mハードル | 1位  | 12秒58 |
| 2005 | IAAFワールドアスレチックファイナル | モンテカルロ（モナコ）       | 100mハードル | 6位  | 12秒78 |
| 2008 | IAAFワールドアスレチックファイナル | シュトゥットガルト（ドイツ） | 100mハードル | 8位  | 13秒08 |

## 自己ベスト
- 100m - 11秒41 (2004年4月10日)
- 100mハードル - 12秒37 (2004年8月24日)
- 400mハードル - 54秒57 (1999年7月10日)